# 炭素星
炭素星（たんそせい、Carbon star）は、典型的な漸近巨星分枝星で、その恒星大気中に酸素よりも炭素が多く含まれている赤色巨星である。2つの元素が大気上層で結合して一酸化炭素を形成することによって恒星大気中の酸素が消費されてしまうため、他の炭化物を作るのに自由な炭素原子が残り、恒星大気はすすけた状態となり、際立って赤く見えるようになる。
太陽のような通常の恒星では、大気中に炭素よりも酸素の方が多い。このような炭素星としての特質を示さず、一酸化炭素分子を作る程度に温度の低い星は「酸素星」と呼ばれることもある。
炭素星は特異なスペクトル型を示し、天体分光学が始まった1860年代にアンジェロ・セッキによって初めて確認された。

## 天体物理学的機構
炭素星は、複数の天体物理学的機構によって説明される。McClureは、古典的炭素星と、質量の小さい非古典的炭素星に分類した。
スペクトル型C-RやC-Nに属する古典的炭素星では、寿命が尽きかけた漸近巨星分枝星の内部でヘリウムを原料とする原子核合成、特にトリプルアルファ反応が起こって炭素が豊富に生産されたと考えられる。これらの核融合生成物は、対流によって恒星の表面に運ばれる。通常、この種の漸近巨星分枝星は水素を燃料とするが、1万年から10万年でヘリウムを燃やすようになる。この段階で、恒星の光度は増大し、炭素等の恒星内部で作られた物質が表面に上昇してくる。光度が増大するため、恒星は膨張して、ヘリウム融合が終了し、水素の燃焼が再び始まる。恒星からの質量の流出が大きくなり、恒星は熱い白色矮星になって、大気は原始惑星雲の物質となる。
スペクトル型C-JやC-Hに属する非古典的炭素星は、巨星と白色矮星からなる連星を形成していると考えられている。現在観測される恒星は、伴星由来の炭素に富んだ物質を吸収したものであると考えられている。恒星の進化の段階は比較的短く、これらの恒星のほとんどは白色矮星になって生涯を終える。質量転移が終わってかなり時間を経た姿を見ているのであり、観測される過剰な炭素は赤色巨星の内部で作られたものではない。このモデルでは、s過程元素である炭素とバリウムの強いスペクトルを持つバリウム星の起源も説明できる。このような恒星は、炭素を自身の内部で生成する漸近巨星分枝星と区別するために「外因性」炭素星と呼ばれることがある。これらの「外因性」炭素星の多くは明るくなく、また自身で炭素を生成するほどの温度を持っていない。そのため、連星になっているということが発見されるまで、炭素の起源は謎であった。
スペクトル型C-Hdに属する謎の水素欠乏炭素星（HdC）は、かんむり座R型変光星と関連があるようであるが、自身は変光星ではなく、かんむり座R型変光星に特徴的な特定の赤外線の放射も行わない。これまで、5つのHdCが発見されているが、連星であることが分かっているものはないため、非古典的炭素星との関係も不明である。
CNOサイクルの破綻やヘリウム・フラッシュによって炭素が蓄積したと言う説もある。

## 炭素星のスペクトル
その定義から、炭素性のスペクトルはC2分子に由来するスワンバンドが大部分を占めている。また、CH、CN（ジシアン）、C3、SiC2等の他の炭素化合物も高濃度で含まれている。炭素は核で合成され、上層に移動することで、恒星表面の組成を劇的に変える。ヘリウム融合やs過程によって合成される、リチウムやバリウム等の他の元素も同様に表面まで上昇する。
炭素星のスペクトル型を考える際、恒星の実効温度を推定することが問題となった。これは、炭素由来のスペクトルが恒星の温度の指標となる吸収線を隠してしまったためである。
アンジェロ・セッキは1860年代に炭素星を発見した際、炭素星のためにIV型という新しい分類を作った。しかし1890年代後半に、N型として再分類された。

## 炭素星の一覧
- うさぎ座R星
- うみへび座V星
- おとめ座SS星
- オリオン座W星
- かに座X星
- しし座CW星
- ちょうこくしつ座R星
- はくちょう座RS星
- ポンプ座U星
- りょうけん座Y星